# Pearcea grandifolia
Pearcea grandifolia är en tvåhjärtbladig växtart som beskrevs av L.P. Kvist och L.E. Skog. Pearcea grandifolia ingår i släktet Pearcea och familjen Gesneriaceae. Inga underarter finns listade i Catalogue of Life.